# Carcen-Ponson
Carcen-Ponson (okzitanisch: Carcen e Ponson) ist eine französische Gemeinde mit 631 Einwohnern (Stand: 1. Januar 2022) im Département Landes in der Region Aquitanien. Sie gehört zum Arrondissement Dax und zum Kanton Pays Morcenais Tarusate. Die Einwohner werden Carcenais genannt.

## Geografie
Carcen-Ponson liegt im Süden der Landes de Gascogne, dem größten Wald Westeuropas, etwa 27 Kilometer nordöstlich von Dax und etwa 24 Kilometer westlich von Mont-de-Marsan. Der Fluss Retjons verläuft im Westen der Gemeinde, der Fluss Midouze bildet die südöstliche Gemeindegrenze. Umgeben wird Carcen-Ponson von den Nachbargemeinden Beylongue im Norden, Saint-Yaguen im Nordosten und Osten, Carcarès-Sainte-Croix im Osten und Südosten, Tartas im Südosten und Süden, Bégaar im Süden und Südwesten, Lesgor im Südwesten und Westen sowie Rion-des-Landes im Westen und Nordwesten.

## Bevölkerungsentwicklung
| Jahr                       | 1962 | 1968 | 1975 | 1982 | 1990 | 1999 | 2006 | 2012 | 2021 |
| -------------------------- | ---- | ---- | ---- | ---- | ---- | ---- | ---- | ---- | ---- |
| Einwohner                  | 560  | 566  | 538  | 556  | 600  | 566  | 588  | 640  | 634  |
| Quellen: Cassini und INSEE |      |      |      |      |      |      |      |      |      |

## Sehenswürdigkeiten
- Kirche Saint-Roch in Carcen
- Kirche Saint-Jean-Baptiste in Ponson

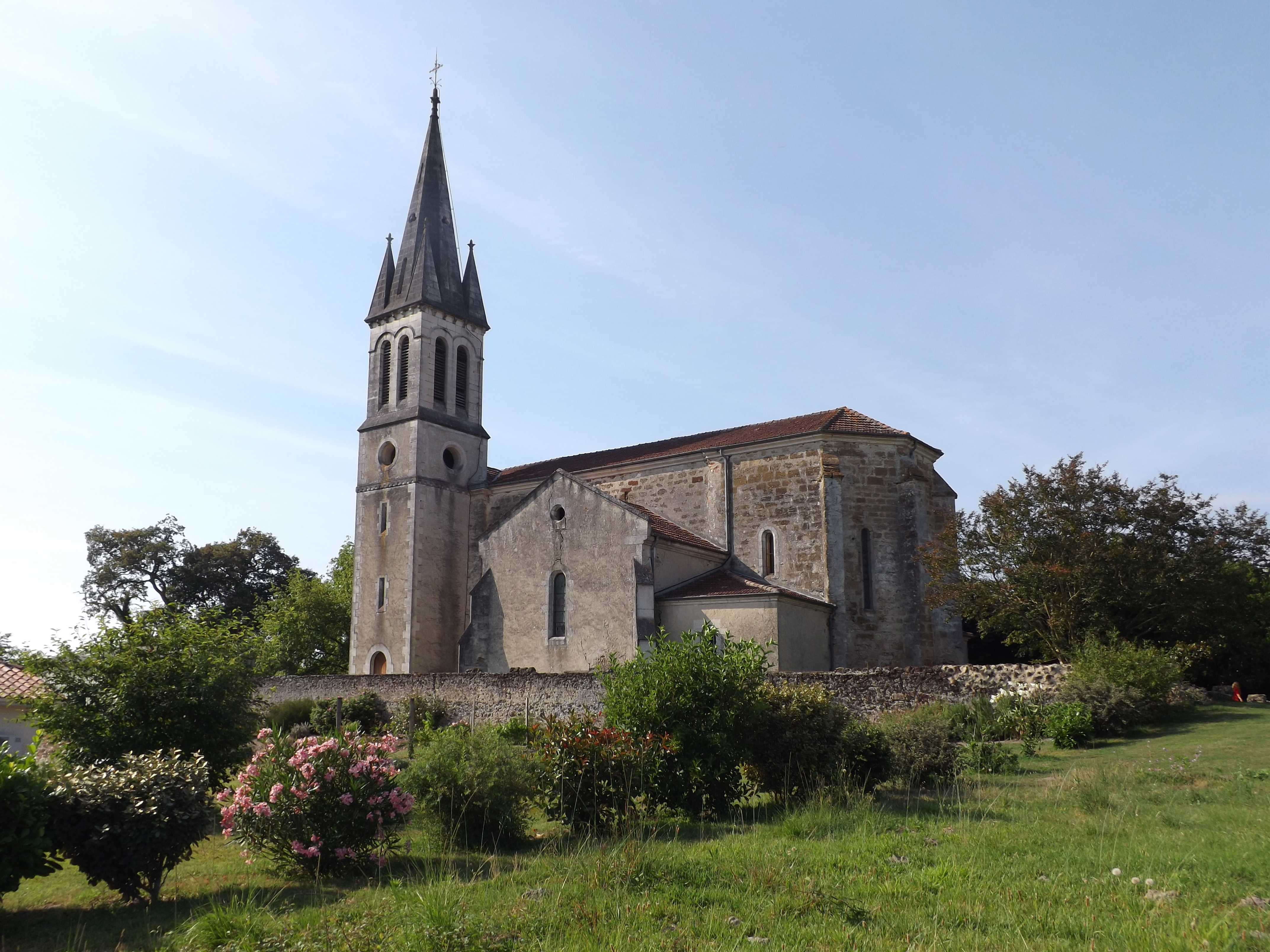
Kirche Saint-Roch
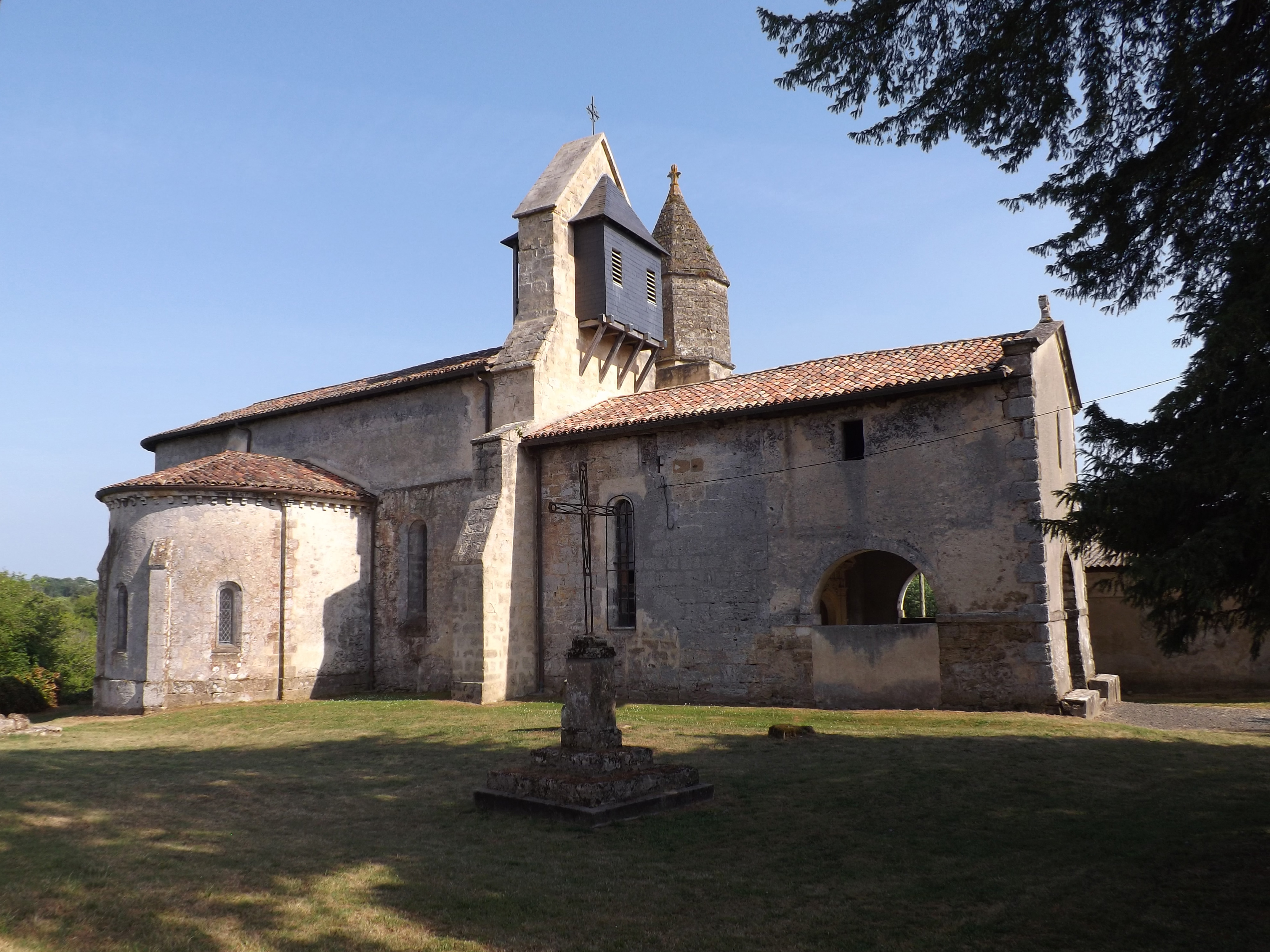
Kirche Saint-Jean-Baptiste